# Observatorio de Ōizumi
El observatorio de Ōizumi (código 411) es un observatorio astronómico privado situado en la ciudad japonesa de Ōizumi, en la prefectura de Gunma.
Takao Kobayashi ha descubierto numerosos planetas menores desde este observatorio. Desde su fundación, Kobayashi ha descubierto unos 1200 asteroides y sus posiciones empleando un telescopio de 10 pulgada (254 mm).